# Taucher (Schiff)
Die Taucher war ein 1935 gebautes Spezialschiff zur Taucherausbildung der Kriegsmarine. Wie bei vielen der kleinen Schiffe liegt nur eine lückenhafte Überlieferung vor. Den Zweiten Weltkrieg überstand das Schiff beschädigt. Die letzte Sichtung der Taucher stammt aus dem Dezember 1945, danach verliert sich ihre Spur.

## Bau und technische Daten
1934 beauftragte die Reichsmarine die Stülcken-Werft in Hamburg mit dem Bau eines Schulschiffes, das speziell auf die Taucherausbildung zugeschnitten sein sollte. Die Werft legte das Schiff unter der Baunummer 690 auf Kiel, der Stapellauf erfolgte mit dem Namen Taucher im Frühjahr 1935. Die Übergabe des Schiffes an die Marine und die Indienststellung fand am 16. April 1935 statt.
Das Schiff war über alles 30,00 Meter lang, 6,80 Meter breit und wies einen Tiefgang von 1,90 Metern auf. Die Konstruktionsverdrängung betrug 202 Tonnen. Der Antrieb bestand aus einem Dieselmotor, der 240 PS erzielte und auf eine Schraube wirkte. Damit erreichte das Schiff eine Geschwindigkeit von 6,5 Knoten. Weitere technische Angaben liegen ebenso wenig vor, wie etwa Daten zur Mannschaftsstärke. Bekannt ist dagegen, dass das Schiff keine Bewaffnung aufwies.

## Geschichte
Nach der Indienststellung wurde die Taucher zunächst der Marinewerft Wilhelmshaven zugeteilt. Am 1. Februar 1942 wurde sie in die Ostsee verlegt und dort der 1. Schiffsstammabteilung der Ostsee (Kiel) zugewiesen, die wiederum dem II. Admiral der Ostsee (Schiffsstammdivision) unterstand. Nähere Angaben zur Geschichte des Schiffes während dieser Zeit liegen nicht vor. Unklar ist auch, wann genau es durch einen oder mehrere Bombenangriffe die Beschädigungen erhielt. Diese werden erst nach dem Krieg erwähnt.
Die letzte bestätigte Sichtung des Schiffes fand am 13. Dezember 1945 statt. Zu diesem Zeitpunkt unterstand es dem Marine-Bergungs- und Seenotdienst-Kommando. Aus dieser Zeit stammt auch die Erwähnung der Beschädigungen durch Bombenabwürfe. Danach verliert sich die weitere Spur des Schiffes.